# Невянск
Невянск (на руски: Невьянск) е град в Свердловска област, Русия. Населението на града към 1 януари 2018 година е 23 200 души.

## История
Селището е основано през 1701 година, през 1919 година получава статут на град.